# Daichi Sugimoto
Daichi Sugimoto (杉本 大地, Sugimoto Daichi) est un footballeur japonais né le 15 juillet 1993. Il évolue au poste de gardien de but.

## Palmarès
Il remporte le championnat d'Asie des moins de 23 ans en 2016 avec la sélection japonaise. 